# Tomasz Borowski (chemik)
Tomasz Maciej Borowski (ur. 1974) – polski profesor nauk chemicznych.

## Życiorys
Tomasz Borowski w okresie szkolnym był stypendystą Krajowego Funduszu na rzecz Dzieci. Uzyskał tytuł magistra chemii na Uniwersytecie Jagiellońskim (1998). W 2003 doktoryzował się tamże na podstawie napisanej pod kierunkiem Krzysztofa Brocławika pracy Badanie mechanizmów aktywności centrów biologicznie czynnych w enzymach. W 2009 habilitował się, przedstawiając dzieło Mechanizmy reakcji na mononuklearnych centrach żelazowych i manganowych w wybranych niehemowych enzymach aktywujących tlen – badania teoretyczne. W 2017 otrzymał tytuł profesora nauk chemicznych.
Odbył staże naukowe na Uniwersytecie Bolońskim (1998/1999), Uniwersytecie Sztokholmskim (2003–2006), Wolnym Uniwersytecie Berlińskim (2007).
Zawodowo związany z Instytutem Katalizy i Fizykochemii Powierzchni im. Jerzego Habera Polskiej Akademii Nauk. Zakres jego badań obejmuje: mechanizmy reakcji metodami teoretycznymi, metaloenzymy wiążące metale przejściowe, reakcje tlenu cząsteczkowego, krystalografię białek. Wypromował trzy doktorki.
W 2018 za zasługi w działalności na rzecz rozwoju nauki odznaczony Srebrnym Krzyżem Zasługi.